# Les Gavarrones
Les Gavarrones és un indret del terme municipal d'Isona i Conca Dellà, a l'antic terme d'Isona, al Pallars Jussà.
El lloc és al sud de Siall i al nord-est de Llordà, a la dreta del barranc de la Bassa, a l'extrem sud-occidental de la Serra Mitjana.